# تاريخ المغرب الإسلامي

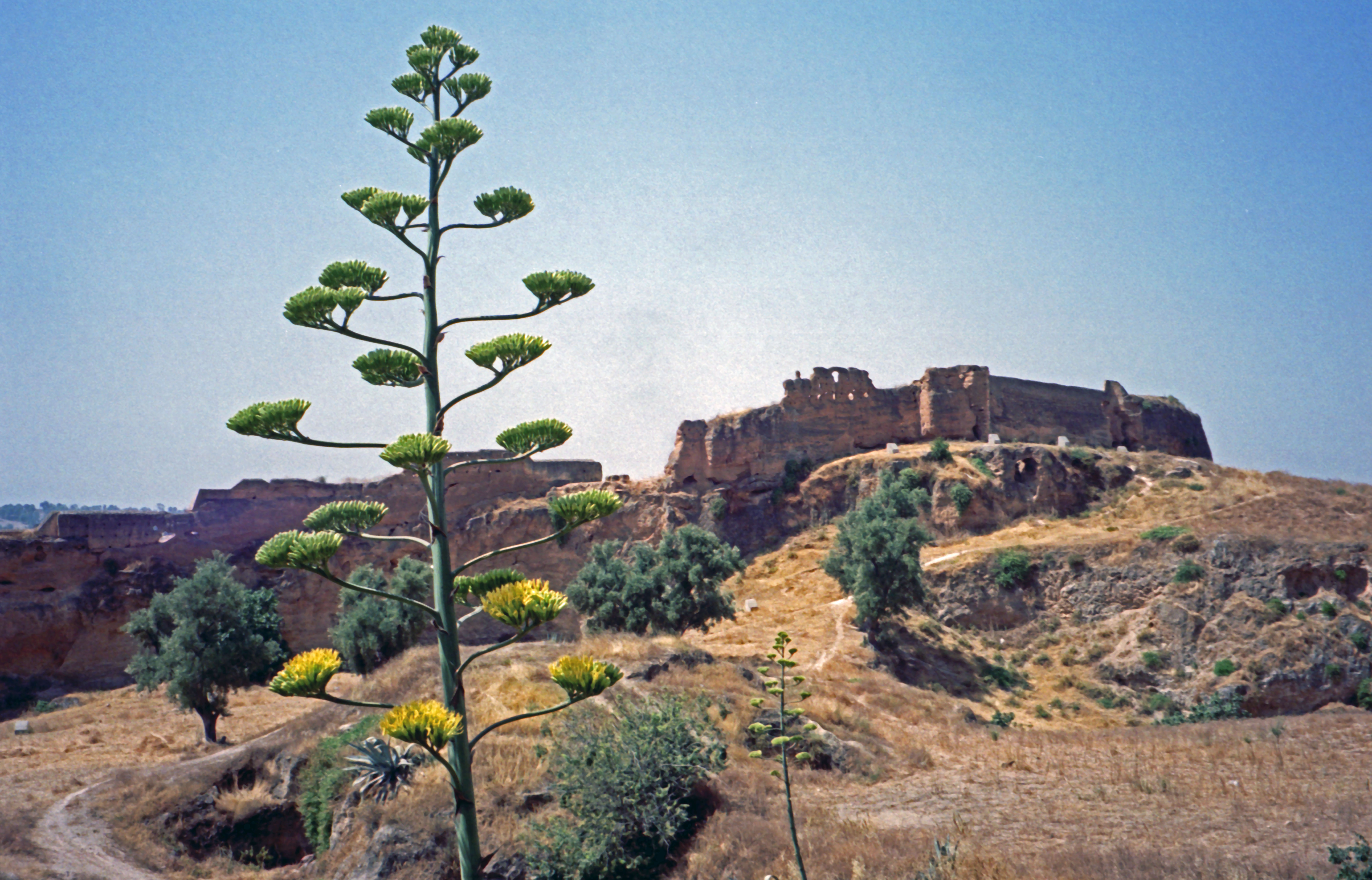

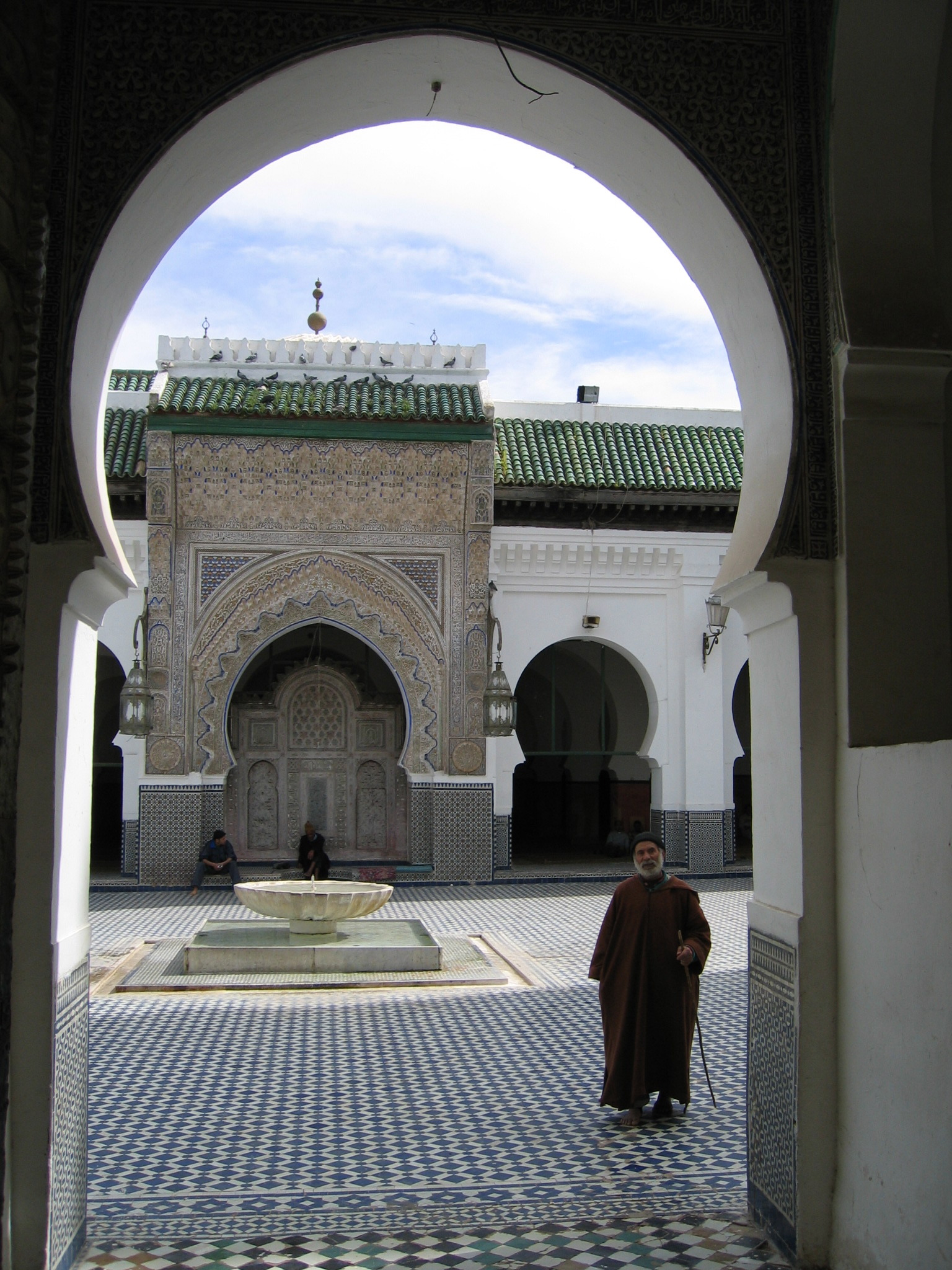
أحد بوابات مسجد القرويين.

تَارِيخْ المَغْرِبْ الإِسْلَامِي أو التَارِيخْ الإِسلامي لِلْمَغْرِبْ هو التاريخ الديني للإسلام الذي يعرف انتشاراً كبيراً في المغرب.
خلافا لأقاليم وبلدان المشرق لم يكن فتح المغرب بالشيئ الهين، فقد استغرق الأمر نصف قرن من 646م إلى 710م.
باعتناق المغاربة للإسلام ظهرت أول دولة إسلامية بالمغرب.

## الفتح الإسلامي
الفَتْحُ الإسْلَامِيُّ لِلمَغْرِبِ أو الغَزْوُ الإسْلَامِيُّ لِلمَغْرِبِ (بالأمازيغيَّة التماشقيَّة: ⴰⵔⵎⴰⵙ ⵏ ⵉⵏⵙⵍⵎⵏ ⵉ ⵜⵎⴰⵣⵖⴰ؛ نقحرة: أرماس إن إنسلمن آ تمازغا)، وفي بعض المصادر ذات الصبغة القوميَّة خُصُوصًا يُعرفُ هذا الحدث باسم الفَتْحُ العَرَبِيُّ لِلمَغْرِبِ، هو سِلسلةٌ من الحملات والمعارك العسكريَّة التي خاضها المُسلمون تحت راية دولة الخِلافة الراشدة ثُمَّ الدولة الأُمويَّة ضدَّ الإمبراطوريَّة البيزنطيَّة ومن حالفها من قبائل البربر، على مدى 66 سنة تقريبًا وانتُزعت على إثرها ولايات شمال أفريقيا الروميَّة الباقية من يد البيزنطيين ودخلت في دولة الإسلام نهائيًّا.
بدأت عمليَّات فتح المغرب في عهد الخليفة الراشد عُمر بن الخطَّاب، عندما فُتحت برقة وكانت تتبع ولاية مصر الروميَّة، وطرابُلس على يد الصحابي عمرو بن العاص. ولم يأذن عُمر للمُسلمين بالتوغُّل أكثر بعد هذه النُقطة، مُعتبرًا أنَّ تلك البلاد مُفرِّقة ومُشتتة للمُسلمين، كونها مجهولة وليس لهم عهدٌ بها بعد، ودُخولها سيكون مُغامرة قد لا تكون محمودة العواقب. وفي عهد الخليفة عُثمان بن عفَّان سار المُسلمون أبعد من برقة وفتحوا كامل ولاية إفريقية الروميَّة. توقفت حركة الفُتوح على الجبهة الأفريقيَّة الشماليَّة بعد مقتل عُثمان لانشغال المُسلمين في إخماد وتهدئة الفتن التي قامت بعد ذلك وطيلة عهد الإمام عليّ بن أبي طالب، ولم تستمر حركة الفُتوح والجهاد ضدَّ ما تبقَّى من مراكز القوى البيزنطيَّة في شمال أفريقيا إلَّا بعد قيام الدولة الأُمويَّة، فكانت في بدايتها حركة خجولة، ثُمَّ لمَّا ابتدأ العهد المرواني وهدأت أوضاع الخلافة الأُمويَّة نسبيًّا، وجد الخليفة الأُموي عبدُ الملك بن مروان مُتسعًا من الوقت لِيقوم بأعمالٍ حربيَّة في المغرب، فتابع المُسلمون الزحف غربًا طيلة عهده وعهد خلَفِه الوليد بن عبد الملك، حتَّى سقطت كامل بلاد المغرب بِيد المُسلمين، وانسحبت منها آخر الحاميات الروميَّة، وأطاعت كافَّة قبائل البربر وانطوت تحت جناح الرَّاية الأُمويَّة.
أقبل البربر على اعتناق الإسلام مُنذُ السنوات الأولى للفتح الإسلامي، وانضمَّ الكثير منهم إلى الجُيوش الفاتحة وشاركوا العرب في الغزوات والمعارك، ضدَّ الروم وضدَّ بني قومهم الذين لم يدخلوا الإسلام بعد، واستمرَّ البربر يدخلون في الإسلام تباعًا مع تقدم الفُتوحات، حتَّى انتهى أكثرهم إلى قُبول الإسلام، وبقيت قلَّة صغيرة على المسيحيَّة واليهوديَّة والوثنيَّة. كذلك، أثَّرت الفُتوحات في المغرب على ديمُغرافيا شبه الجزيرة العربيَّة، إذ فرغت بعض القُرى والبلدات في الحجاز واليمن من أهلها بعد أن هاجروا كُلهم للجهاد واستقرَّوا في البلاد المفتوحة حديثًا ثُمَّ التحقت بهم عائلاتهم، ومن أبرز هؤلاء بنو هلال القيسيّون. ومع مُرور الزمن، ونتيجة التثاقف والاختلاط طويل الأمد، استعرب الكثير من البربر، وبالأخص سكنة المُدن منهم، واستمرَّ قسمٌ آخر وبالأخص سكنة الأرياف يحتفظون بهويَّتهم القوميَّة الخاصَّة. وقد ظهرت عبر التاريخ الإسلامي للمغرب العديد من السُلالات الحاكمة البربريَّة التي حملت لواء الدفاع عن الإسلام والمُسلمين، مثل المُرابطين والمُوحدين، كما أصبح المغرب أحد مراكز الثقل الإسلامي في العالم. 

## الحضارات الإسلامية

### إمارة نكور
وكانت إمارة نكور أول إمارة إسلامية مستقلة بالمغرب الأقصى بعد ثورة الأمازيغ على ولاة بني أمية، كما أنها تمذهبت بالمذهب السني خلافا لباقي الإمارات المغربية الأخرى التي كانت على المذهب الصفري الخارجي.
ظهرت إمارة نكور منذ سنة 123 هــ الموافق ل 744 م على يد صالح بنو منصور المعروف بالعبد الصالح الذي نزل بمنطقة تمسامان في الريف.

### بورغواطة
أول مملكة إسلامية مستقلة تنفصل عن الخلافة بالمشرق وحكم البورغواطيون في بلاد تامسنا الممتدة من مدينة سلا شمالا إلى اسفي جنوبا لأكثر من ثلاثة قرون (744 - 1058). تحت حكم صالح بن طريف، إلياس بن صالح (792 - 842) ؛ يونس (842 - 888) وأبو غفيل (888 - 913)، ضلت الإمارة القبلية موحدة، وأرسلت باستمرار ببعثات إلى القبائل المجاورة. لم تدم العلاقات الطيبة مع خلافة قرطبة طويلا حيث قُطعت في القرن العاشر بسبب هجومين للأمويين، فضلا عن الهجمات التي شنها الفاطميون والتي صُدت من قبل بورغواطة كما نشبت حرب عصابات مكثفة مع أمازيغ بني يفرن في القرن الحادي عشر، مما أضعف بورغواطة كثيرا، إلا أنها ما زالت قادرة على صد هجمات المرابطين (سقط الزعيم الروحي للمرابطين، عبد الله بن ياسين في معركة ضد البورغواطيين سنة 1058).

### أدارسة
بدخول شمال المغرب تحت حكم الادارسة ظهرت بوادر انفصال هذا الإقليم عن الخلافة بالمشرق. عقب عدة محاولات تحققت هذه الرغبة بظهور إمارة في شمال المغرب هي دولة الأدارسة سنة 788م. وقد كان مؤسس هذه الدولة المولاى إدريس بن عبد الله المحض العلوي الهاشمي، الذي حل بالمغرب الأقصى فارا من موقعة فخ قرب مكة (786). استقر بمدينة وليلي حيث احتضنته قبيلة آوربة الأمازيغية ودعمته حتى أنشأ دولته. هكذا تمكن من ضم كل من منطقة فزاز ثم تلمسان. اغتيل المولى ادريس الأول بمكيدة دبرها الخليفة العباسي هارون الرشيد ونفذت بعطر مسموم. بويع ابنه ادريس الثاني بعد بلوغه سن الثانية عشر. قام هذا الأخير ببناء مدينة فاس كما بسط نفوذه على وادي أم الربيع ونواحي فاس بالمغرب.

### سلالة المغراويون
تحت قيادة زيري بن عطية (ت. 1001)، تمكن المغراوة من بسط نفوذهم إلى فاس، ووسعوا دولتهم على حساب بني يفرن. وحين قامت ثورة ضد الأمويين، تمكن المنصور الأموي من إخمادها، إلا أن المغراوة تمكنوا من استعادة السيطرة على فاس. وتحت الحكام المتعاقبين، المعز (1001 - 1026)، حمامة (1026 - 1039) ودوناس (1039)، تمكن المغراويون من ترسيخ حكمهم في شمال ووسط المغرب.

### مرابطون
في حدود القرن الحادي عشر الميلادي ظهر في ما يعرف اليوم بموريتانيا مجموعة من الرحل ينتمون لقبيلتي لمتونة وجدالة واستطاع عبد الله بن ياسين، وهو أحد المصلحين الدينيين أن يوحد هاتين القبيلتين وينظمهما وفق مبادئ دينية متخذا اسم المرابطين لحركته. وهكذا سعى المرابطون إلى فرض نفسهم كقوة فاعلة، وتمكنوا من إنشاء دولتهم عاصمتها مراكش التي أسسوها سنة 1069 م. بسط المرابطون بقيادة يوسف بن تاشفين سلطتهم على مجمل المغرب الحالي وبعض جهات الغرب الجزائري والأندلس ابتداء من 1086م وبهذه التوسعات يعتبر يوسف بن تاشفين أول ملك يوحد المغرب الأقصى من الشمال إلى الجنوب بعد أن قضى على كل الدول التي كانت تتقاسم المغرب منذ القرن 8 للميلاد.

### موحدون

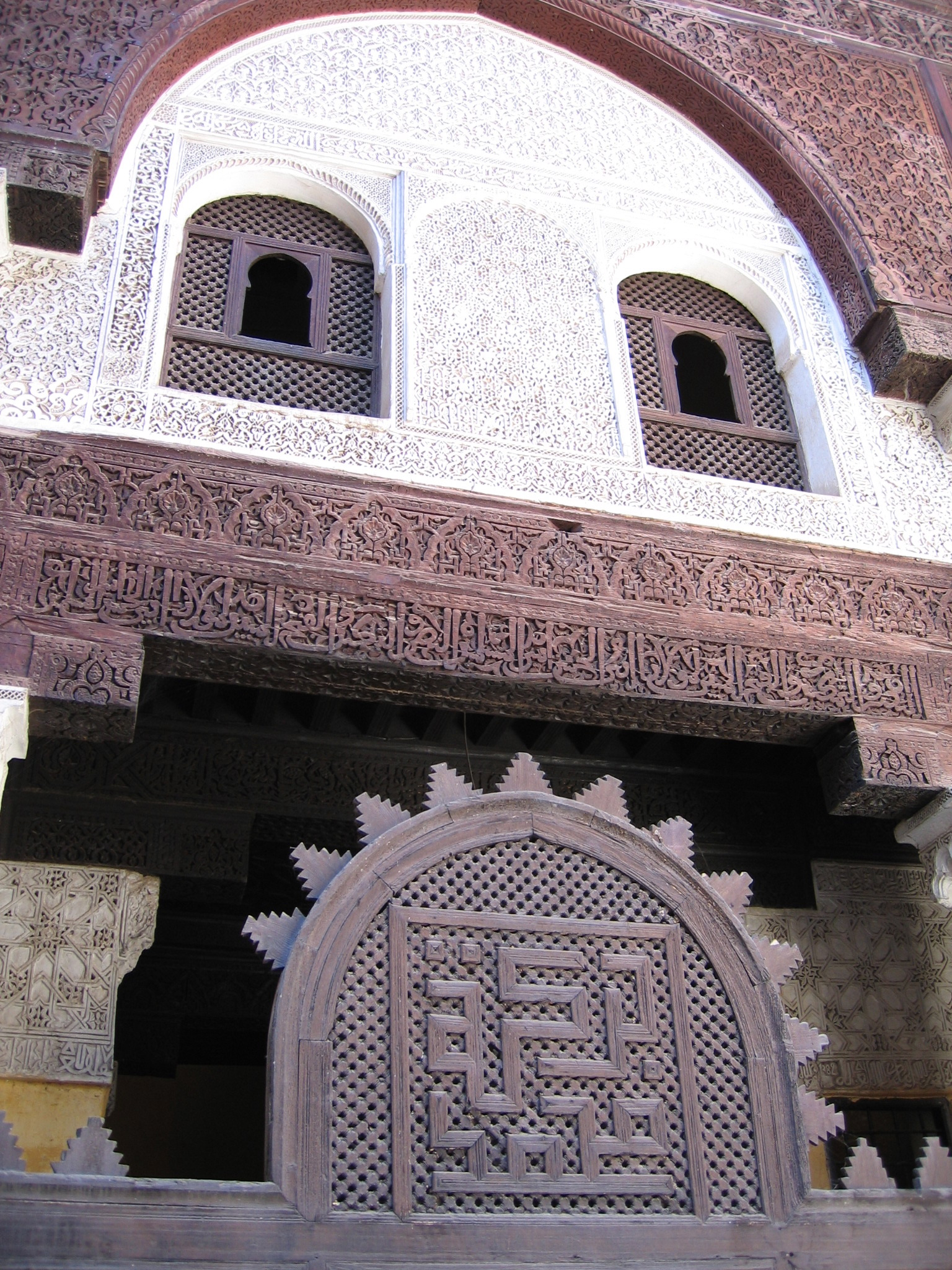
المدرسة البوعنانية في مكناس

في بداية القرن 12 م تعاظم بالمغرب شأن المصلح الديني والثائر السياسي المهدي بن تومرت. حيث استقر بقرية تنمل بجبال الأطلس الكبير جنوب شرق مراكش. ونظم قبائل مصمودة من حوله بغرض الإطاحة بدولة المرابطين التي اعتبرها زائغة عن العقيدة الصحيحة للإسلام، كما سمى أتباعه بالموحدين. استطاع الموحدون بقيادة عبد المومن بن علي من السيطرة على المغرب الأقصى كله بحلول سنة 1147 م. كما تمكن من بسط نفوذه على شمال أفريقيا كلها والأندلس مؤسسا بذلك أكبر إمبراطورية بغرب المتوسط منذ الإمبراطورية الرومانية.

### مرينيون
ينحدر المرينيون من قبيلة زناتة وهي من أكبر القبائل الأمازيغية وقبل الملك كانوا بدوا في شرق المغرب يجوبون ما بين ملوية ومدينة فجيج واحيانا وصلوا حتى بلاد الزاب بأفريقية، ومعنى كلمة المرينيون: القبائل التي هلكت ماشيتها، وهم قبائل بدوية كان أول ظهور لهم كمتطوعين في الجيش الموحدي، واستطاعوا تشكيل قوة عسكرية وسياسية مكنتهم من الإطاحة بدولة الموحدين سنة 1269 م.
واستطاع المرينيون في عهد الأخوين أبو بكر بن عبد الحق (1244-1258 م) ثم أبو يوسف يعقوب (1258-1286 م) أن يستولو على العديد من المدن، مكناس: 1244 م، فاس: 1248 م. مع حلول سنة 1269 م استطاعوا التخلص من آخر الموحدين في مراكش، وبدأوا بعدها في تنظيم جيش قوي حتى يمكنهم الاحتفاظ بالمناطق التي انتزعوها. خاضوا عدة حروب على أرض الأندلس في عهد أبو يعقوب يوسف (1286-1307 م)، توسعوا إلى الجزائر (الاستيلاء على وهران ومدينة الجزائر). عرفت الدولة أوجها أثناء عهدي أبو الحسن علي (1331-1348 م) ثم أبو عنان فارس (1348-1358 م) وازدهرت حركة العمران. استطاع الأخير صد سلاطين عبد الواد والاستيلاء على عاصمتهم تلمسان، ثم واصل في غزواته حتى بلغ تونس واحتلها على حساب الحفصيين.
حكم المرينيون المغرب لمدة قرنيين لم يستطيعوا خلالها الحفاظ على الإرث الكبير الذي خلفه الموحدون. مما أجبرهم في نهاية الأمر على توجيه اهتمامهم على الحدود الترابية للمغرب الأقصى. ستتميز نهاية حكمهم بانقسام المغرب إلى مملكتين: مملكة فاس ومملكة مراكش، إضافة إلى سقوط مجموعة من المدن في يد المحتل الإيبيري، كسبتة 1415 م والقصر الصغير 1458 وأصيلا وطنجة 1471 ومليلية 1497,ومن بعدهم حكم المغرب الوطاسيون وتنحدر أصولهم أيضا من قبائل زناتة الامازيغية.
منذ 1358 م بدأت الدولة المرينية تتهاوى سريعا. تولى الحكم سلاطين دون سن الرشد (1358-1374 م ثم 1393-1458 م) كانو بلا رأي، وضع هؤلاء تحت وصاية أقرابائهم من الوطاسيين، كما قام أصحاب غرناطة بتولى دور الوصتية (1373-1393 م). آخر السلاطين عبد الحق (1421-1465 م) استطاع أن يتخلص من أقربائه الوطاسيين بعد أن أقام لهم مذبحة كبيرة سنة 1458 م. لم يدم الأمر على حاله وقام سكان فاس بثورة على المرينيين ثم صار أمر المغرب بعده في أيدي الوطاسيين.

### وطاسيون
الوطاسيون من سلالة امازيغية و هم وزراء بني مرين حيث اقتسموا السلطة في المغرب الأقصى، فكان نصيبهم منطقة الريف ,استغلوا ضعف الدولة المرينية في اواخر عهدها، فاستولوا على السلطة، ودام حكمهم من 1471م إلى 1554م

### سعديون
انطلقت حركة الشرفاء السعديين من جنوب المغرب تحديدا من مناطق درعة. وقد اتخذت شكل مقاومة جهادية ضد المحتل الإيبيري للمدن الساحلية.
غير أن السعديين ما فتؤوا يتحولون إلى قوة عسكرية وسياسية تمكنت من فرض نفسها في غياب سلطة مركزية قوية قادرة على توحيد البلاد ودرء الاحتلال. وقد ساعد في بروز دولة السعديين سلسلة الانتصارات المتلاحقة التي حققوها والتي كللت بدخولهم مراكش سنة 1525م تم فاس سنة 1554م. وقد كان هذا إيذانا بقيام حكم الدولة السعدية بالمغرب.
لقد كان الانتصار المدوي للسعديين على البرتغال في معركة وادي المخازن (معركة الملوك الثلاث) سنة 1578م بالغ الأثر على المغرب، حيث أعاد للمغرب هيبته في محيطه الجييوستراتيجي، كما مكنه من الاستفادة اقتصاديا خاصة في علاقته مع أفريقيا. كانت وفاة المنصور الذهبي سنة 1603م إيذانا باندحار دولة السعديين بفعل التطاحن على السلطة بين مختلف أدعياء العرش.

### العلويون (الفيلاليون)
النزاع السياسي الذي خلفه السعديون دام 60 سنة انقسم أثناءها المغرب الأقصى إلى كيانات سياسية جهوية ذات طابع ديني مثل إمارة تازروالت بسوس. هكذا وابتداء من سنة 1664 ظهر الشريف المولى الرشيد بتافيلالت وانطلق في حملة عسكرية هدفها توحيد البلاد من التشرذم وتأسيس سلطة مركزية قوية، بسط مولى رشيد سلطته مؤسسا بذلك دولة العلويين. وقد كان على خلفه السلطان مولاي إسماعيل دور تثبيت سلطة الدولة الناشئة وفرض هيبتها. استمر عهد السلطان المولى إسماعيل 50 سنة تمكن خلالها من بناء نظام سياسي للدولة حيث اسس جيش قوي تحت مسمى جيش عبيد البخاري .
تولى السلاطين العلويون على الحكم متحديين أزمات متعددة داخلية وأخرى خارجية من أبرزها فرض الحماية الفرنسية على المغرب سنة 1912م. استعاد المغرب سنة 1956 استقلاله معلنا عن ميلاد عهد جديد بالمغرب.

## هوامش
1. ↑  Olster, David Michael (1980). The politics of usurpation in the seventh century: rhetoric and revolution in Byzantium (ط. 1993). A.M. Hakkert. ص. 133.